# Спокута (Пікар)
Спокута (Penance) — друга серія другого сезону американського телевізійного серіалу «Зоряний шлях: Пікар». Сценарій епізоду написали Аківа Голдсман, Террі Маталас і Крістофер Монфетт, режисерування Леа Томпсон. Перший показ відбувся 10 березня 2022 року.

## Зміст
Пікар запитує Q про те, що він бачить, і виявляє, що перебуває у Дзеркальному Всесвіті. На відміну від того, що спіткало Імперію Землян наприкінці 24 століття, ця Терранська конфедерація процвітає. І головною причиною цього є генерал Жан-Люк Пікар. Сьогодні День викорінення 2401 року, і Пікар зіграє свою роль. Жан-Люк дізнається від К'ю, що він і його супутники перебувають в альтернативній часовій реальності, де людство сформувало ксенофобську «Конфедерацію Землі», яка систематично викорінює або поневолює інопланетні раси.
Пікар намагається у дворецького-синтета розпитати про Ларіс — він повідомляє що її вбили багато років тому. Пікар, найвидатніший військовий командувач Конфедерації, отримав честь стратити останню королеву Борг від Сьомої-з-Дев'яти, яка є президенткою Конфедерації та одружена з магістратом. Конфедерація Землі є більш успішною, ніж навіть Імперія Землян, завойовуючи та (або) винищуючи кардасіанців, клінгонів, ромуланців і боргів. Кімната Пікара з альтернативного всесвіту містить колекцію черепів таких видатних осіб, як Гул Дукат, генерал Марток і Сарек. Бенджамін Сіско також згадується як високопоставлений офіцер Конфедерації. В колекції череп ференгі — це Великий Нагус Зек.
Повстанці на Окінаві влаштували вибухи в Андорії, Кардасії, на Кроносі, Вулкані та Ромулі. Елнор із загону ромуланців здійснює терористичні атаки в Японії, а Раффі як начальник поліції, посланий його схопити. Полковник Ріос з «Ла-Серени» допомагає генералу Сіско обложити Вулкан.
Доктор Агнес Джураті, яка працює у федеральному уряді, і Анніка Гансен, ніколи не асимільована — пані Президент. Джураті роздумує вголос із Плямкою-73. Spot 73 — це досить різкий і самовпевнений віртуальний кіт. Єдині біженці з часової лінії, вони збираються в президентському палаці, де президентка Гансен і генерал Пікар збираються завершити День Винищення вбивством одного з найцінніших екземплярів Джураті: королеви Борг, ув'язненої проти її волі. Вони розшифровують таємничі підказки Q і визначають, що часові шкали розійшлися протягом 2024 року. І їм необхідно здійснити маневр подорожі в часі до точки розгалуження. Група знову об'єднується і дізнається від королеви Борг, що вони можуть запобігти утворенню Конфедерації, вирушивши до Лос-Анджелеса у 2024 рік — що можливо зробити лише за допомогою королеви. Оскільки її більша обчислювальна потужність зробить її надпотужним процесором.
Агнес, Раффі та Елнор беруть під контроль комунікаційні і транспортні системи в штаб-квартирі Конфедерації, а Сьома і Пікар виграють час до публічної страти.
У той час як натовп і суддя занепокоєні тим, що затягується момент страти, команда досягає своєї цілі. І Пікар, Сьома, Агнес, Раффі, Елнор та Королева рушають на корабель Ріоса. Королева Борг, яка знає, що перебуває в альтернативній часовій шкалі, і їй це не подобається, погоджується допомогти. Королева також повідомляє, що вони захочуть зв'язатися з кимось у 2024 році в Лос-Анджелесі на ім'я «Сторож». Тепер команді потрібно орієнтуватися в соціальних і політичних звичаях хронології, де вони ніколи раніше не були; викрасти королеву Борг із найбезпечнішого місця на цій шкалі часу; здійснити подорож у часі; знайти Спостерігача, який якимось чином пов'язаний з Точкою Розбіжності; виправити те, що колись пішло не так. І повернутися до попередньої хронології. Раффі відводить Елнора до служби безпеки, і вони вимикають зону заборони деформацій навколо президентського палацу, дозволяючи Ріосу перемістити їх і королеву Борг. Але їх майже відразу переслідує суддя, права рука Гансен (і чоловік), який переміщається на борт «La Sirena», стріляє в Елнора та тримає решту групи під прицілом.
День сьогоднішній чудовий. А майбутнє не гарантоване.
Це — ніякий не урок. Це покарання.

## Створення
Музичну тему до серіалу написав Джефф Руссо

## Сприйняття та відгуки
На сайті «Rotten Tomatoes» епізод отримав 100 % підтримки на основі відгуків 8 критиків.
В огляді «StarTrek.com» зазначалося: «Сьома повідомляє групі те, що їй сказала королева Борг — сталася розбіжність у часі. Це остання частина головоломки для Жана-Люка, який усвідомлює — це не альтернативна реальність і не Дзеркальний Всесвіт. Q повернувся в минуле і якось змінив часову шкалу. Він також знає, що Q не відновить часову шкалу, доки не переконається, що вони засвоїли цей урок. Хоча Пікар також визнає — Q здавався нестабільним у їхній розмові. Це перший раз, коли Жан-Люк зіткнувся віч-на-віч із королевою Борг після подій „Першого контакту“. І легко зрозуміти, наскільки це емоційно для нього».
«Den of Geek»: «Повторна поява королеви Борг — не таємничої версії з каптуром із прем'єри минулого тижня, а фігури, яка здається нам набагато знайомішою — котра знає про асиміляцію Анніки. Та про те, що Пікар колись був Локутусом; це може бути натяком на те, що відповіді лежать десь у тематиці запитання, поставлених „Старгейзером“. Запитання про те, чи можна довіряти тим, кого ви колись вважали своїми найбільшими та найненависнішими ворогами. В подіях серіалу є велике загострення боротьби із моральними травмами Жана-Люка та Сьомої, пов'язаними з Борг. І можливо, що — оскільки вони обидва тепер змушені подорожувати в часі разом — це те, що продовжиться в другому сезоні. Але як її присутність допоможе чи завадить подорожі назад у минуле, ще належить побачити.»
«Tor.com»: «До цього року Джон де Лансі зіграв роль К'ю в дюжині епізодів Зоряного Шляху (плюс камео в епізоді «Lower Decks»). У цих епізодах стало зрозуміло те, що персонаж К'ю був найкращим, коли жартував над Жаном-Люком Пікаром. Це було особливо очевидно при другій появі Q у фільмі «Зоряний шлях: Наступне покоління» «Гайд і Q», де його сцени з Райкером є можливим описати як «свинцеві», а також у появах Q на «DS9» та «Вояджері», у яких бракувало певної іскри. Ми отримали натяки на цю іскру, коли Q з'явився наприкінці «The Star Gazer», і у повній силі для тизера «Penance». І це чудово.»
«TV Tropes» здійснює детальний розбір аналогій, розбіжностей та недоречностей епізоду.
Лорі Ольстер з «TrekMovie.com» зазначено: «Сильний початок другого сезону „Пікара“ продовжується з іншим, але не менш захопливим альтернативним епізодом. „Спокута“ є чудовим вступом до альтернативного варіанту „Зоряного шляху“, але все ще розкриває ключовий сюжет і характерні риси сезону. Перші два епізоди добре працюють як твори одного напряму. Другий епізод показує темне дзеркало того місця, де ми знайшли персонажів у першому епізоді. Подібні речі траплялися й раніше, як і герої, які діють спритно та не витрачають час на стрімкий і щільно побудований епізод. Перетворення ідеалів Дня першого контакту на День викорінення розповіло усе, що вам потрібно було знати про цей світ. Альтернативні назви „Yesterday's Enterprise“, „In A Mirror, Darkly“ і „Mirror Universe“ насправді тут були не потрібними.»
На сайті «IMDb» станом на жовтень 2023 року епізод отримав 7.9 з 10 зірок схвалення при 4100 голосах.

## Знімались
| Актор                | Роль                  |
| -------------------- | --------------------- |
| Патрік Стюарт        | Жан-Люк Пікар         |
| Елісон Пілл          | Агнес Джураті         |
| Джері Раян           | Сьома-з-Дев'яти       |
| Мішель Герд          | Раффі Музікер         |
| Еван Евагора         | Елнор                 |
| Сантьяго Кабрера     | Крістобаль Ріос       |
| Джон де Лансі        | Q                     |
| Енні Вершинг         | Королева Борг         |
| Джон Джон Бріонес    | Перший магістрат      |
| Петтон Освальт       | Спот-73               |
| Тоні Белафонте       | Зіла                  |
| Алекс Діль           | Гарві                 |
| Паула Андреа Плачідо | Палацовий солдат      |
| Ганна Лі Сакакібара  | ромуланська повстанка |
| Кей Бесс             | комп'ютер "Ла-Серени" |
| Кейтлін Брук         | офіцерка безпеки      |
| Браянт Барнетт       | офіцер безпеки        |
| Джиммі Чхіу          | солдат Конфедерації   |